# 日高國
日高國（日语：〔〕／ Hidakanokuni */?），是日本明治時代所劃分的地方令制國，隸屬於當時北海道的廣域內。轄區包含現在北海道轄下日高振興局。

## 歷史
- 1869年8月15日：北海道設置11國86郡，日高國成立；下設沙留郡、新冠郡、靜內郡、三石郡、浦河郡、樣似郡、幌泉郡。[1]
- 1872年：進行人口調查，統計人口為6,574人。

## 相關項目
- 日本令制國列表